# Rezerwat przyrody Kostrza
Rezerwat przyrody Kostrza – leśny rezerwat przyrody na górze Kostrza w Beskidzie Wyspowym. Znajduje się w województwie małopolskim, w powiecie limanowskim, w gminach Jodłownik i Limanowa, na terenie wsi Kostrza i Rupniów. Został powołany Zarządzeniem Nr 5/2001 Wojewody Małopolskiego z dnia 4 stycznia 2001 r. Stanowi własność Skarbu Państwa i podlega Nadleśnictwu Limanowa.
Rezerwat znajduje się na podwierzchołkowych, stromych, północnych zboczach góry na wysokości 550–720 m n.p.m. i ma powierzchnię 38,56 ha. Utworzony został dla ochrony dobrze zachowanego starodrzewu i stanowisk rzadkiej paproci – języcznika zwyczajnego. W rezerwacie wyróżnia się dwa zespoły leśne: buczyna karpacka i jaworzyna górska (jaworzyna górska z miesiącznicą trwałą i jaworzyna górska z języcznikiem zwyczajnym). Rosną tutaj liczące ok. 150 lat potężne buki. Z roślin chronionych występują: bluszcz pospolity, języcznik zwyczajny, kopytnik pospolity, lilia złotogłów, paprotka zwyczajna, pierwiosnek wyniosły, przytulia wonna. Z większych ssaków żyją tutaj: dzik, sarna, zając szarak.
Rezerwat leży na terenie obszaru siedliskowego sieci Natura 2000 „Ostoje Nietoperzy Beskidu Wyspowego” PLH120052.

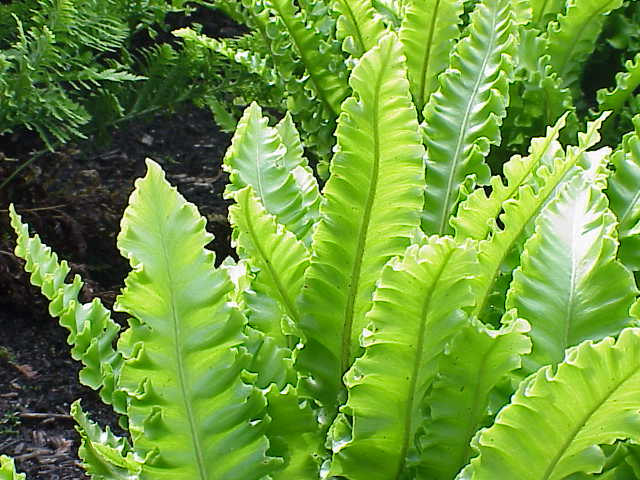
Języcznik zwyczajny